# Conrad Murray

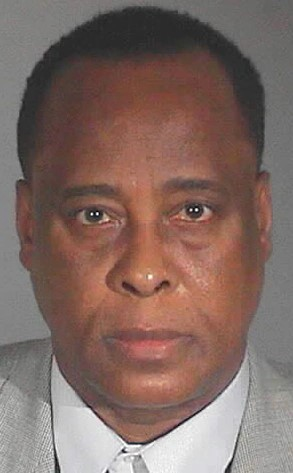
Conrad Murray

Conrad Robert Murray (St. Andrew, 19 februari 1953) is een Grenadese arts, die sinds 1980 in de Verenigde Staten woont en werkt. Hij werd bekend als de arts die een fatale dosis propofol toediende aan popartiest Michael Jackson in 2009 .
Murray woonde de eerste zeven jaar van zijn leven met zijn grootouders op het eiland St. Andreas in Grenada. Hij verhuisde naar zijn moeder in Trinidad en Tobago om daar de middelbare school te doorlopen. Na zijn slagen ging hij aan het werk als onderwijzer. Later werkte hij onder meer als verzekeringsagent en als douanier om zijn opleiding te kunnen bekostigen. In 1980 verhuisde Murray naar de Verenigde Staten. Daar studeerde hij aanvankelijk aan de Texas Southern University in Houston. Negen jaar later studeerde hij af in de geneeskunde aan het Meharry Medical College in Nashville.
Murray is in 2011 veroordeeld tot de maximumstraf van vier jaar cel wegens de dood van popster Michael Jackson. Volgens de rechter is Jackson gestorven aan omstandigheden die rechtstreeks kunnen worden toegeschreven aan Murray. Door veranderde wetgeving in Californië om de overbezetting van gevangeniscellen tegen te gaan kwam Murray al in oktober 2013 vrij.